# Willemia buddenbrocki
Willemia buddenbrocki är en urinsektsart som beskrevs av Walter Hüther 1959. Willemia buddenbrocki ingår i släktet Willemia och familjen Hypogastruridae. Inga underarter finns listade i Catalogue of Life.